# The Last Belle
The Last Belle ist ein britischer Zeichentrickfilm von Neil Boyle aus dem Jahr 2011. Er handelt von einer jungen Frau, die bei einem Blind Date versetzt wird, aber trotzdem eine neue Liebe findet.

## Handlung
Nach der Trennung von ihrem bisherigen Freund sucht die in London lebende Büroangestellte Rosie eine neue Liebschaft und nutzt dazu mehrere Chat-Rooms. Dort lernt sie Wally kennen, der ihr zahlreiche E-Mails schreibt. Schließlich verabreden beide ein erstes Rendezvous für den Abend. Ein Foto hatte sie von Wally bis dahin nicht bekommen.
Bei der Heimfahrt mit der U-Bahn berichtet Rosie aufgeregt ihrer Freundin Siobhan am Telefon von der aktuellen Entwicklung und schwärmt in höchsten Tönen von der neuen Bekanntschaft. Allerdings liegt das, was sich Rosie aufgrund von Wallys Mails vorstellt, fernab jeglicher Realität. Das große Haus, von dem er erzählt hat, dass er dort lebe, ist tatsächlich ein Wohnblock. Sein Interesse an Kunst beschränkt sich auf Pin-ups an der Wand, die Filme, die er sieht, sind Pornos. Die Behauptung, er hätte einen durchtrainierten Körper und eine gewisse Ähnlichkeit mit Brad Pitt, ist völlig aus der Luft gegriffen. Tatsächlich ist er deutlich übergewichtig mit einem Bierbauch, außerdem trinkt er zu viel Alkohol.
Zuhause angekommen und total aufgeregt, gönnt sich Rosie zur Beruhigung erst mal eine Tasse Tee und beginnt anschließend, sich für den Abend zurechtzumachen. Wally hingegen macht sich über den Inhalt seines Kühlschranks her, der nur aus Bierdosen besteht. Nachdem er sie bis auf die letzte geleert hat, schläft er auf seinem Sessel ein.
Rosie kommt, wie verabredet, pünktlich um 20 Uhr in der Bar an, wo sich beide treffen wollten. Da diese völlig leer ist, setzt sie sich an den Tresen zum Barkeeper. Kurz danach wird Wally daheim wach. Es fällt ihm siedend heiß ein, dass er ja eine Verabredung hat, und er will sich auf den Weg machen. Sturzbetrunken wie er ist, rutscht er in seiner Wohnung aus und fällt dadurch aus dem Fenster auf die Straße. Er stolpert den Zugang zur U-Bahn hinab, verhakt sich dort von außen in den Türen eines abfahrenden Wagens und verliert dadurch sein Hemd. Ein nachfolgender Zug reißt ihn mit, die Fahrt verbringt er festgeklammert an dessen Frontseite. Schließlich kommt er zwei Stunden nach der verabredeten Zeit an der Bar an. Nun fast nackt, trägt er nur noch die Reste seiner Hose und seiner Krawatte.
Die wartende Rosie, die zunächst träumerisch nur Wally im Kopf hatte, ist mittlerweile in höchstem Maße verärgert darüber, dass sie versetzt wurde. Sie setzt Wally eine letzte Frist zum Auftauchen auf 22 Uhr. Als der Zeiger entsprechend umspringt, läuft sie zornentbrannt zur Tür, um sich auf den Heimweg zu machen. Sie stößt sie nach außen auf und trifft dabei Wally, der soeben davor angekommen ist. Das bemerkt Rosie aber nicht, da sie in gerade diesem Moment vom Barkeeper zurückgerufen wird, weil sie ihre Handtasche auf dem Tresen stehen gelassen hatte. Nachdem der Barkeeper ihr ein Kompliment gemacht hat, kommen beide doch noch ins Gespräch. Sein Angebot, wegen der fehlenden Gäste die Bar vorzeitig zu schließen und ihn auf einen Cognac in seine darüberliegende Wohnung zu begleiten, nimmt sie an. Da er Rosie auf Nachfrage eingesteht, dass er alleinstehend ist und eine Partnerin schmerzhaft vermisst, fällt sie ihm in die Arme.
Wallys Heimweg verläuft noch chaotischer als die Hinreise. Durch den Stoß der Eingangstür fällt er in einen Müllcontainer mit Rollen, der dadurch in Bewegung gerät. Dessen Fahrt führt über eine Treppe hinab und endet dort an einem Geländer. Wally stürzt hinaus, fällt auf eine unterhalb gelegene Markise und wird so hoch in die Luft geschleudert. Seine weitere Reise verbringt er fliegend, dabei macht er unter anderem schmerzhafte Bekanntschaften mit einem Kranausleger, dem Flaggenmast am Tower und dem Millennium Wheel. Bewusstlos geworden landet er schließlich durch das Fenster seiner Wohnung auf dem Sessel, der unter ihm zusammenbricht.

## Sprecher
- Sienna Guillory: Rosie
- Amanda Donohoe: Siobhan
- Colin McFarlane: Barkeeper

Wally wird nicht namentlich genannt und hat auch keinen Text.

## Produktion

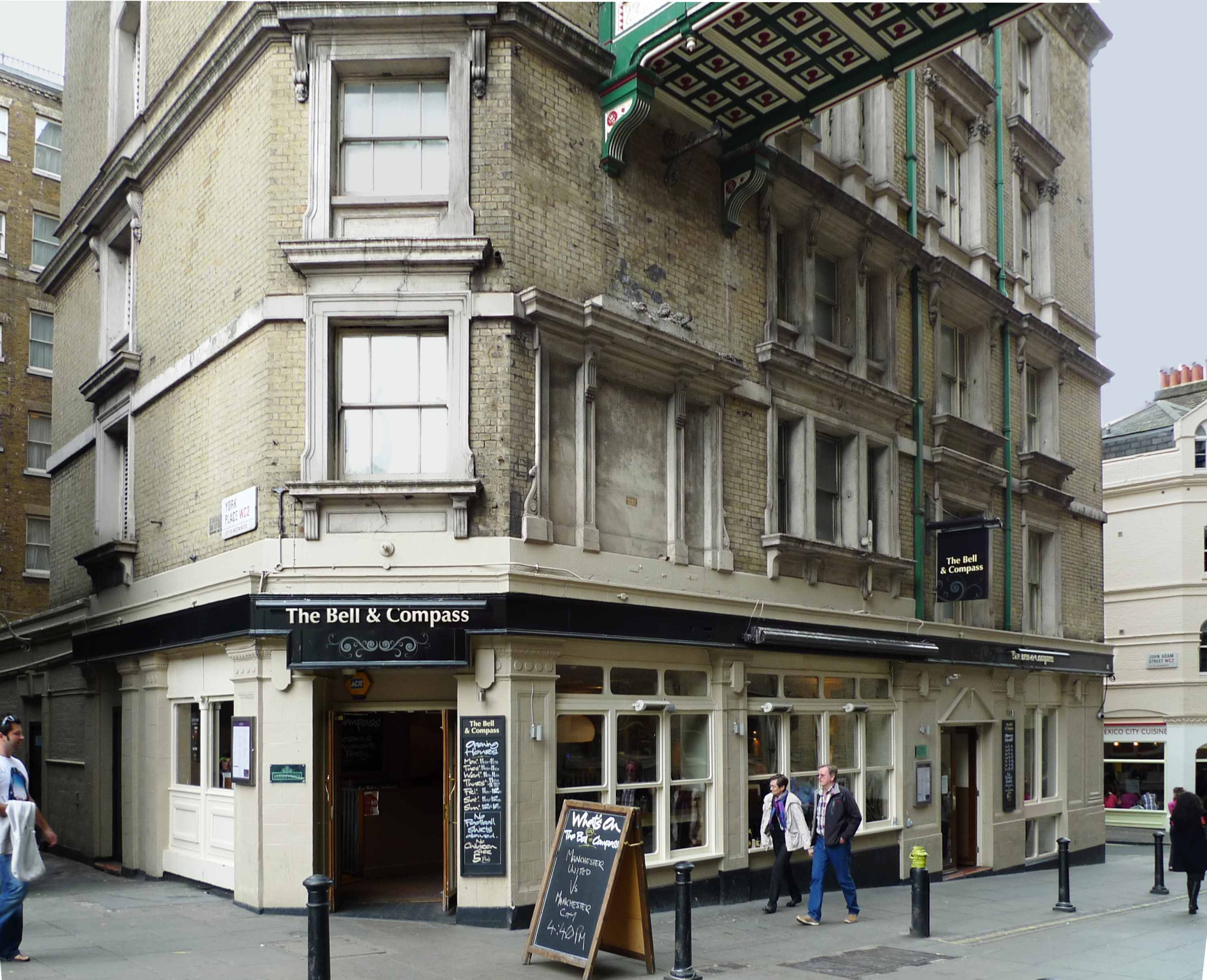
Eckkneipe am York Place

Im Gegensatz zu den zur Entstehungszeit üblich gewordenen Computeranimationen wurde The Last Belle auf die herkömmliche Art am Tricktisch produziert. Über einen Zeitraum von 15 Jahren entstanden rund 35.000 Zeichnungen, die alle handkoloriert und einzeln aufgenommen wurden. Der Titel, der sich als Die letzte Schönheit übersetzen lässt, verweist so auf die nur noch selten angewendete Technik. Eine Belle findet sich beispielsweise in den Bezeichnungen Southern Belle oder als Hauptfigur des Filmes Die Schöne und das Biest. Die gezeigten Baulichkeiten orientieren sich durchweg an realen Vorbildern, die in London zu finden sind. Die Außenansicht der Bar etwa folgt der einer Eckkneipe am York Place in der Nähe der Bahnhofs Charing Cross (Lage).
Erstmals gezeigt wurde The Last Belle am 18. Oktober 2011 beim London Film Festival.

## Auszeichnungen
- Rhode Island International Film Festival 2012: Bester Animationsfilm (Neil Boyle)
- Park City Film Music Festival 2014: Beste Musik in einem Kurzfilm (Stuart Hancock)